# الكنيسة الإنجيلية (الناصرة)
الكنيسة الانجيلية أو كنيسة المسيح أو كنيسة المخلص هي الكنيسة الأنجليكانيَّة في مدينة الناصرة.

## التسمية والإنشاء
في عام 1861 زار الناصرة بحارون بريطانيون، وعندما لم يجدوا فيها كنيسة توجهوا إلى رئيس الكنيسة الإنجيلية في إنجلترا للتذمر وطالبوه بإقامة كنيسة. بعد ذلك بعام واحد، في عيد الفصح عام 1862 زار الناصرة الأمير إدوارد أمير ويلز وتبرع لبناء الكنيسة، فقامت «الشركة التبشيرية الكنسية» ببنائها وتم تدشينها عام 1871. الكاهن السويسري جوزف تسيلر، الذي خدم الرعية طوال حوالي عشرين عامًا بذل قصارى الجهود لتنفيذ هذا المشروع. بنيت الكنيسة بأسلوب غوتي جديد حسب تخطيط المهندس السويسري شتدلر.

## تاريخها
كنيسة المسيح في الناصرة هو العمل الأخير للمهندس المعماري السويسري فرديناند شتادلر. العمل في الموقع بدأ في عام 1869 ولكنّ بناءَها لم يكتمل عندما مات شتادلر في 1870. وعندما تم الانتهاء من الكنيسة في عام 1871، كانت الكنيسة الثانية التي تم بناؤها في الأراضي المقدسة. الكنيسة الأول في القدس. وقد بنيت بين 1869-1871 من قبل «جمعية التبشير الكنيسة». حيث قدمت جمعية بعثة الكنيسة (CMS) أوائل المبشرين الذين خدموا في كنيسة المسيح. الكنيسة خدم عدد من المهمات الدينية في المنطقة.
وكان هنالك عدد من القساوسة والمبشرين المؤثرين في كنيسة المسيح الذين اقاموا فيها.
الخدمة باللغة العربية، وفقا للقسائس في كنيسة انكلترا. ويقال كل من يجتمع في الكنيسة يرتل مع الجوقة.

## الموقع
تقع الكنيسة في منتصف منطقة الكنائس، المجاور لدير راهبات الناصرة، وعلى مقربة من كنيسة البشارة الأرثوذكسيَّة.

## الكنيسة اليوم
اعتبارا من عام 2013 الكنيسة لديها نحو 40 عائلة كأعضاء، وعضوية كل من العرب تماما تقريبا. هناك خدمة واحدة باللغة العربية كل صباح الأحد. باستثناء الضيف الحضور عادة حوالي 50.